# Teresa Saborit
Teresa Saborit (Gurb, 1984) és una economista, escriptora i dinamitzadora de la creació literària en català.
Va estudiar Administració i Direcció d'Empreses a la UPF (2006) i va cursar postgraus en finances i control de gestió (UOC, EADA i AFI). Teresa ha estudiat, a més, gamificació i narratives transmèdia. L'any 2015 va decidir fer un salt definitiu de l'economia a la creació literària.
Com a dinamitzadora cultural, va crear el web VullEscriure.cat l'any 2012, que pretén fomentar la creació literària en català. Teresa és membre de l'Associació d'Escriptors en Llengua Catalana, del Col·legi d'Economistes de Catalunya i de l'Associació de Relataires en Català.
El 2016 Saborit va guanyar el premi literari "7lletres" amb el recull de contes Darrere la porta. El 2021 va guanyar el premi de novel·la Armand Quintana amb l'obra Casus Belli.

## Obra publicada
- 2005 : Relatsencatalà.com versió 1.0
- 2006 : Microrelats 10×10
- 2011 : Barcelona, t’estimo
- 2012 : Temps era temps
- 2016 : Els llops ja no viuen als boscos (premi 7lletres 2016)
- 2016 : El superheroi esguerrat i altres contes
- 2016 : 200 muses
- 2018 : La revolució de les formigues
- 2021: Barcelona, la rosa i el drac[5]
- 2022: Casus Belli (XLII Premi Armand Quintana)[4]